# Dallas McCarver
Dallas McCarver conhecido por Big Country (Tennessee, 9 de abril de 1991 – Flórida, 22 de agosto de 2017) foi um fisiculturista norte-americano. Ele era casado com Dana Brooke, do WWE.
McCarver ficou em primeiro lugar na categoria NPC Hub City Fitness Quest Junior Heavyweight. Em 2016, ocupou o oitavo lugar na competição 2016 Mr. Olympia.

## Morte
Faleceu em decorrência de ataque cardíaco enquanto comia. Sua autópsia tinha coração aumentado (820g), rins hipertrofiados, fígado com 4 vezes o tamanho normal e câncer de tireoide, na autópsia fica como causa Mortis ataque cardíaco por uso crônico de esteroides exógenos.